# Легіслатура штату Мічиган
Легіслатура штату Мічиган — законодавчий орган американського штату Мічиган. Він організований у двопалатному вигляді. Верхньою палатою є Сенат штату Мічиган, а нижньою палатою є Палата представників штату Мічиган. Стаття IV Конституції штату Мічиган, яка була затверджена в 1963 році, визначає роль та повноваження легіслатури. Основною діяльністю законодавчого органу є ухвалення нових законів, зміна чи скасування старих законів. Легіслатура збирається в будівлі Капітолія штату Мічиган в столиці штату, місті Лансінг.
Членів Сенату називають "сенаторами", а членів Палати представників називають "представниками". Оскільки така термінологія збігається з тією, яка застосовується щодо членів Конгресу США, членів Легіслатури штату Мічиган часто називають "сенаторами штату" та "представниками штату", відповідно, для того щоб не плутати їх з їхніми федеральними колегами.

## Сенат
Сенат є верхньою палатою законодавчого органу. Його члени обираються на партійній основі на чотирирічні терміни, одночасно із виборами Губернатора штату Мічиган. Сенат складається з 38 членів, обраних в одномандатних виборчих округах, в яких проживають від 212 400 до 263 500 жителів, станом на 2002 рік, коли ці виборчі округи були утворені. Сенатські виборчі округи утворюються із врахуванням результатів переписів населення, які проводяться кожні десять років. Терміни повноважень сенаторів починаються опівдні 1 січня року, наступного після року їх обрання. Зала засідань Сенату розташована в південному крилі Капітолія штату Мічиган. Наразі Республіканська партія має більшість в цій палаті із 22-ма сенаторами, Демократична партія представлена лише 16-ма сенаторами. Відповідно до Конституції штату Мічиган, Віцегубернатор штату Мічиган є формальним Президентом Сенату, але може голосувати лише якщо голоси сенаторів розділилися порівну, тоді його голос є вирішальним. Сенат обирає своїх посадовців та затверджує правила роботи на початку кожної законодавчої сесії.

## Палата представників
Палата представників є нижньою палатою законодавчого органу. Його члени обираються на партійній основі на дворічні терміни, одночасно із виборами до Палати представників США. Палата представників складається зі 110 членів, обраних в одномандатних виборчих округах, в яких проживають від 77 000 до 91 000 жителів, станом на 2012 рік, коли ці виборчі округи були утворені. Представницькі виборчі округи утворюються із врахуванням результатів переписів населення, які проводяться кожні десять років. Терміни повноважень представників починаються опівдні 1 січня року, наступного після року їх обрання. Зала засідань Палати представників розташована в північному крилі Капітолія штату Мічиган. Наразі Республіканська партія має більшість в цій палаті із 58 представниками, Демократична партія представлена лише 52 особами. Палата представників обирає свого Спікера й інших посадовців та затверджує правила роботи на початку кожної законодавчої сесії.

## Обмеження термінів
Майже 59% виборців штату Мічиган проголосували 3 листопада 1992 року за пропозицію щодо внесення змін до Конституції штату Мічиган, з метою ввести обмеження на кількість термінів для посадовців штату та осіб, які обираються до Конгресу США від штату Мічиган. В 1995 році Верховний суд США постановив, що штати не можуть накладати обмеження на кількість термінів для конгресменів, але обмеження термінів для законодавців штатів можуть залишитися. Відповідно до цієї зміни, особу може бути обрано на посаду губернатора, генерального прокурора та секретаря штату не більше ніж двічі. Також, кількість термінів для членів Палати представників була обмежена до трьох, а для членів Сенату до двох. Були внесені зміни до пункту 54 статті IV та до пункту 30 статті V конституції штату.

## Вимоги до кандидатів
Кожен сенатор або представник має бути громадянином США, віком не менше 21 року та мати право голосу в окрузі, який він представляє. Відповідно до законодавства штату, переїзд зі свого виборчого округу має наслідком залишення посади в легіслатурі. Не може бути обраною до легіслатури особа, яка в попередні 20 років була визнана винною у злочині, пов'язаному із порушенням довіри.

## Законодавчі сесії
Кожен дворічний період, на який обираються члени Палати представників, вважається окремим скликанням, в тому числі і для Сенату, в якому терміни є вдвічі довшими. Поточне 100-те скликання почалось 1 січня 2019 року і закінчиться 31 грудня 2020. Кожен рік, протягом якого збирається легіслатура, вважається окремою сесією. Відповідно до пункту 13 статті IV конституції штату, нова сесія законодавчого органу починається коли всі члени легіслатури збираються опівдні в другу середу січня кожного року. Звичайна сесія легіслатури, зазвичай, триває весь рік із декількома канікулами, а в кінці грудня робота законодавчого органу припиняється де-факто.
Легіслатура штату Мічиган є одним з лише десяти законодавчих органів штатів, де депутатство є повною зайнятістю, в 40 інших штатах депутати мають своє основне місце роботи, а законодавча діяльність є побічною діяльністю. Члени законодавчого органу отримують оклад в розмірі 71 685 доларів на рік, що робить їх четвертими найбільш оплачуваними законодавцями в країні, після Каліфорнії, Нью-Йорку та Пенсильванії. Мічиганські законодавці також отримують 10 800 доларів на витрати пов'язані з їх депутатською діяльністю. Розмір зарплат і компенсацій визначається Комісією штату із виплат посадовцям.
Будь-які законопроєкти, які очікують на розгляд в будь-якій з палат, по закінченню сесії переходять до наступної сесії, якщо обидві з них перебувають в межах одного терміну повноважень.

## Повноваження та процедури
Конституція штату Мічиган надає Легіслатурі штату Мічиган повноваження створювати та змінювати закони штату. Губернатор штату Мічиган має право накладати вето на законопроєкти. Члени легіслатури вносять законопроєкти у формі біллів, які створюються професійним позапартійним персоналом. Щоб бути ухваленим, законопроєкт має пройти розгляд в комітеті, три читання в кожній із палат і отримати більшість голосів в кожній палаті, бути підписаним губернатором (або легіслатура має подолати вето губернатора двома третинами голосів в кожній палаті).
Спікер палати представників та Лідер більшості Сенату контролюють призначення до комітетів та призначення їх голів, також вони контролюють порядки денні в своїх палатах. Ці два лідери, разом із Губернатором штату Мічиган, контролюють більшу частину порядку денного роботи уряду штату.

## Галерея

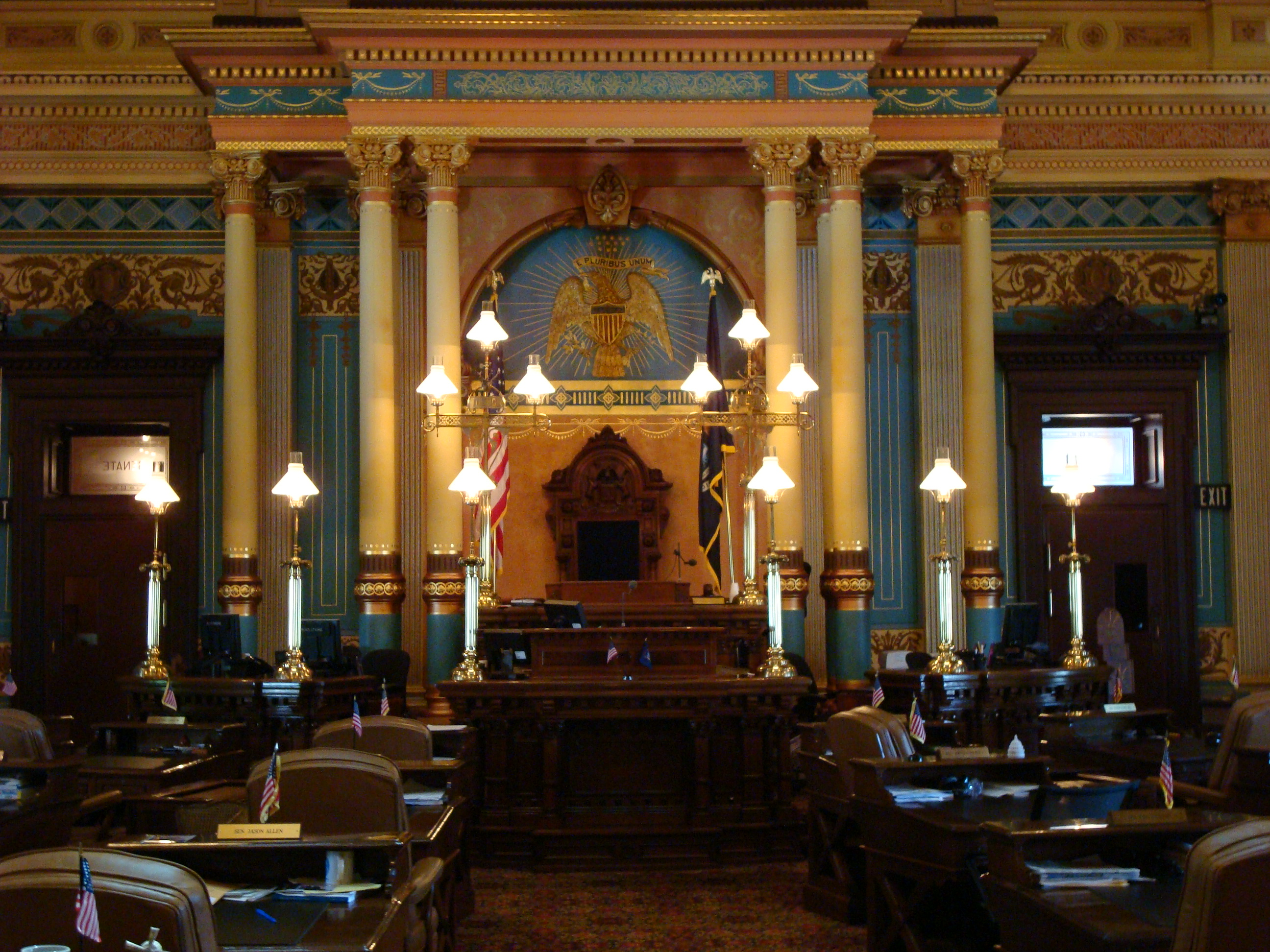
Зала засідань Сенату
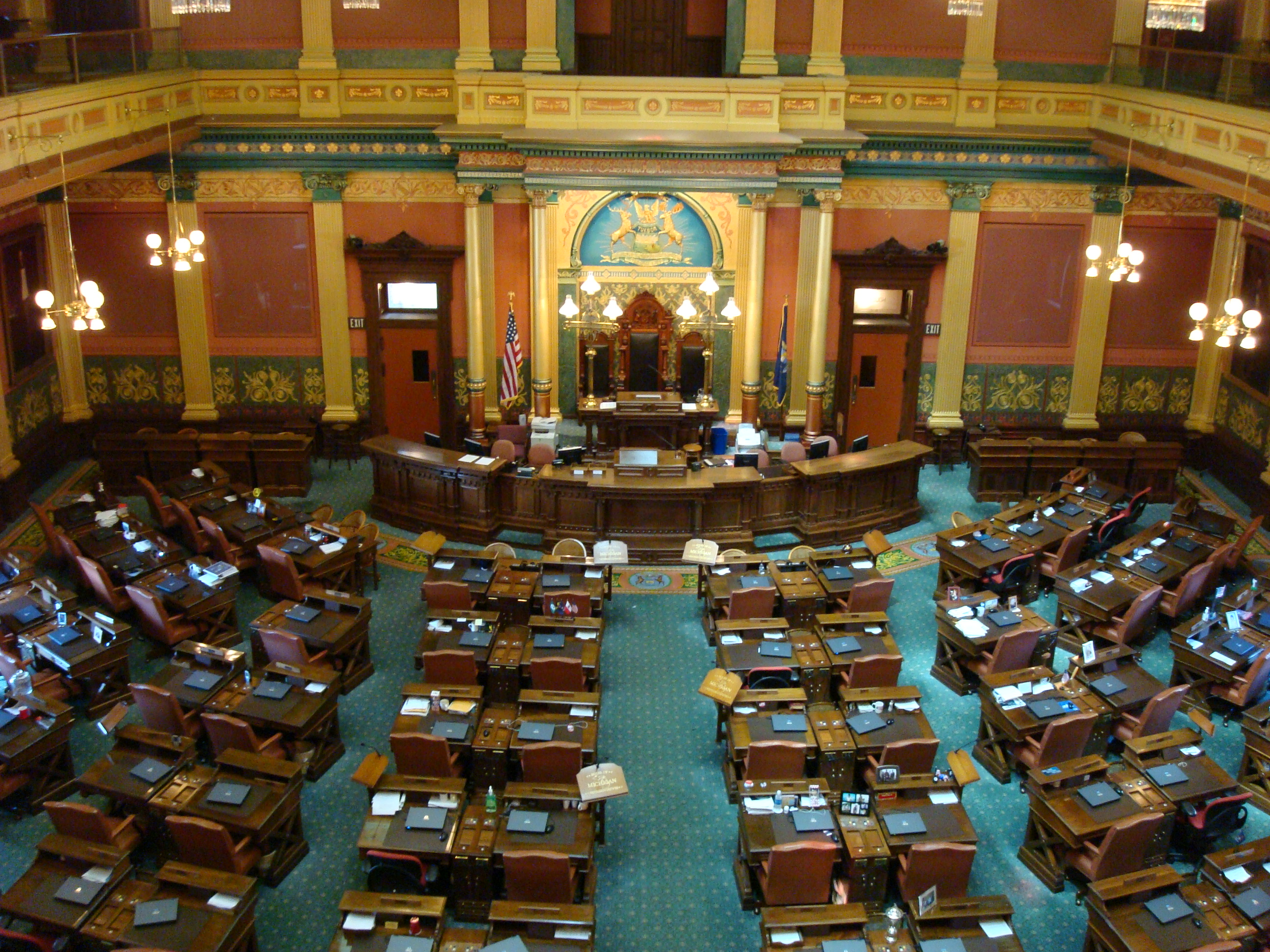
Зала засідань Палати представників
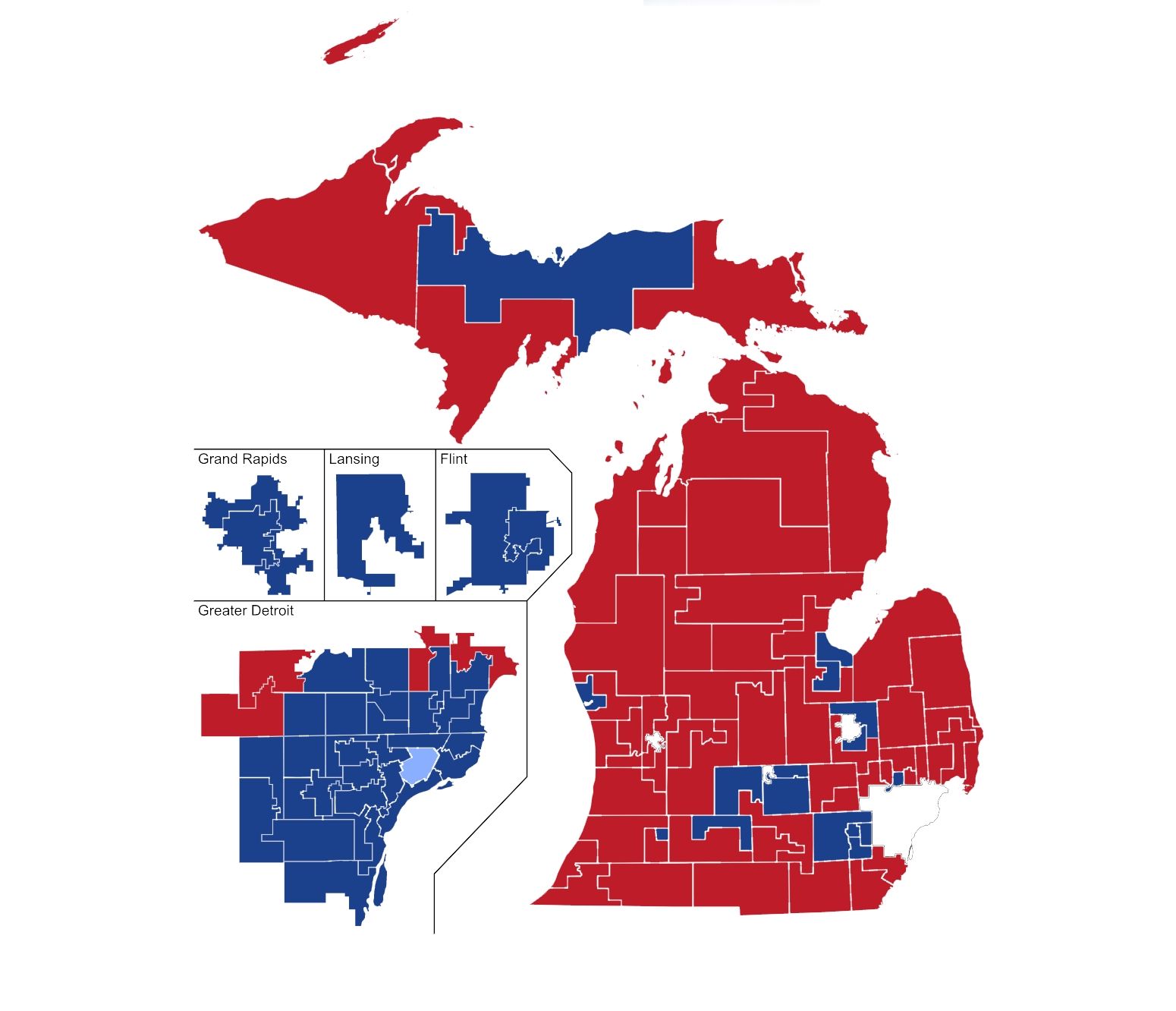
Результати виборів до Палати представників в 2018 році